# Diogo Salomão
Diogo Salomão (n. 14 septembrie 1988, Amadora, Portugalia) este un fotbalist portughez, care joacă pe post de mijlocaș lateral la Santa Clara în Primeira Liga. Pe plan internațional, are prezențe la națională pentru Portugalia U21⁠(d).